# Джек Венс

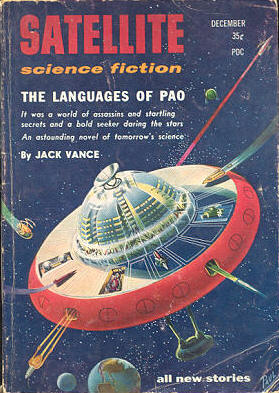
«Мови Пао», оприлюднені в грудні 1957

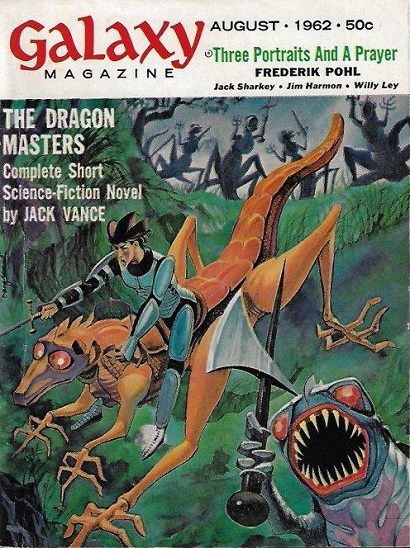
Новела «Володарі драконів», що завоювала Премію Г'юго

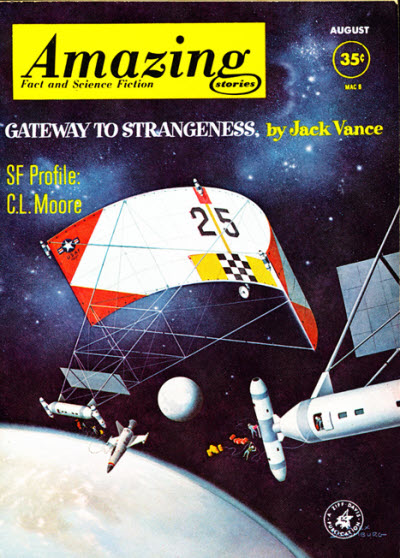
Новела «Брама дивацтва»

Джон Голбрук Венс (28 серпня 1916 (у деяких джерелах вказуються інші, помилкові дати народження, які стосуються періоду 1916–20 рр.), Сан-Франциско — 26 травня 2013) — американський письменник, який працював у жанрах «фентезі», наукової фантастики та детективної прози.
Венс оприлюднив одинадцять детективних повістей під своїм справжнім ім'ям (Джон Голбрук Венс) і три детективних повісті під псевдонімом Еллері Квін (англ. Ellery Queen) Еллері Квін — псевдонім двох американських письменників, які писали детективні твори. Письменники дозволяли іншим авторам, в тому числі Джеку Венсу, писати від імені Еллері Квіна. Крім того, він публікував повісті й оповідання під псевдонімами Алан Вейд (англ. Alan Wade), Пітер Гелд (англ. Peter Held), Джон ван Зе (англ. John van See) і Джей Каванз (англ. Jay Kavanse).
Джек Венс відзначений численними літературними нагородами, в тому числі нагороди «Г'юго» в 1963 році за повість «Володарі драконів» і в 1967-у за повість «Остання фортеця», нагороди «Г'юго» в 1966-у (також за «Остання фортеця»), нагороди «Юпітер» в 1975-у, звання переможця «Всесвітньої премії фентезі» за 1984 рік «за видатний літературний доробок» і в 1990 році за книгу «Мадук» із серії «Левиця», нагороди премія Едгара Аллана По в 1961-у за найкращий перший твір у жанрі детективу (повість «Людина в клітці»). . А за його внесок до жанру фантастики Венс став 15-м лауреатом премії «Гросмейстер фантастики» (що вручається Всесвітньою асоціацією письменників-фантастів) (1997), був нагороджений Всесвітньою премією фентезі за заслуги перед жанром (1984), а також був включений до Залу слави фантастики та Залу слави Першого фендому. 1992 року Венса приймали як почесного гостя під час Всесвітньої конвенції письменників-фантастів в місті Орландо, штат Флорида.
Джек Венс, як правило, має дуже високу репутацію серед критиків і колег, причому деякі з них вважають, що твори Венса виходять за рамки традиційних жанрів і повинні розглядатися як багатогранні роботи одного з найбільших письменників нашого часу. Пол Андерсон, наприклад, називав Венса «найбільшим із наразі живих американських письменників, що видаються під маркою» наукової фантастики, «але не вкладаються в тісні рамки цього визначення»

## Життєпис
Джон Голбрук Венс народився 28 серпня 1916 року у Сан-Франциско. Як відомо, дід Венса переселився до Каліфорнії з Мічиґану за десять років до початку «золотої лихоманки» й одружився з дівчиною із Сан-Франциско. (записи, що відносяться до раннього періоду історії сім'ї, ймовірно, знищені вогнем під час пожежі, що сталася після знаменитого землетрусу, який зруйнував Сан-Франциско в 1906 році). Батько Венса, заможний юрист, розорився в роки депресії, і Венс, в якого було багато братів та інших родичів, не дісталося жодної спадщини. Венс провів дитинство на скотарській фермі у долині Сан-Хоакін, у районі дельти річки Сакраменто, і з ранніх років захоплювався читанням пригодницької літератури (так званих «романів у м'яких обкладинках»), яка набула популярності у 1920-х роках. Венс рано полишив навчання у середній школі й кілька років працював на будівництві, потім посланцем при готелі, на консервній фабриці і на інших роботах, після чого вступив до Університету штату Каліфорнія в Берклі, де за шість наступних років отримав диплом гірничого інженера, а також вивчав фізику, журналістику та англійську мову, хоча деякий час працював електриком в доках ВМС США в Перл-Гарборі на Гаваях і навіть грав у джаз-оркестрі.
Закінчивши університет у 1942 році, Венс пройшов обов'язкову військову службу у торговельному флоті. Існує така легенда, нібито Венс тонув на кораблі, підірваному ворожою торпедою. Ця історія, очевидно, була вигадана в перші роки його письменницької діяльності видавцями, котрі прагнули зробити короткий життєпис Венса розмаїтішим і привабливішим в очах читачів. Відтоді ходіння під вітрилом по відкритому морю стало одним з головних захоплень письменника. Судна і кораблі, човни й далекі плавання часто зустрічаються у його повістях та оповіданнях; іноді вони описуються саме як вітрильні судна, подорожі по морях і річках (наприклад, в повістях «Плавучі театри Великої планети» і «Трулліон»), а іноді замасковані в образах зорельотів і далеких космічних польотів (наприклад, у повісті «Порти призначення»). Крім того, саме під час служби матросом Венс написав своє перше оповідання. Упродовж декількох років, вже після того, як він почав писати книги, Джекові Венсу доводилося заробляти на життя теслярським ремеслом.

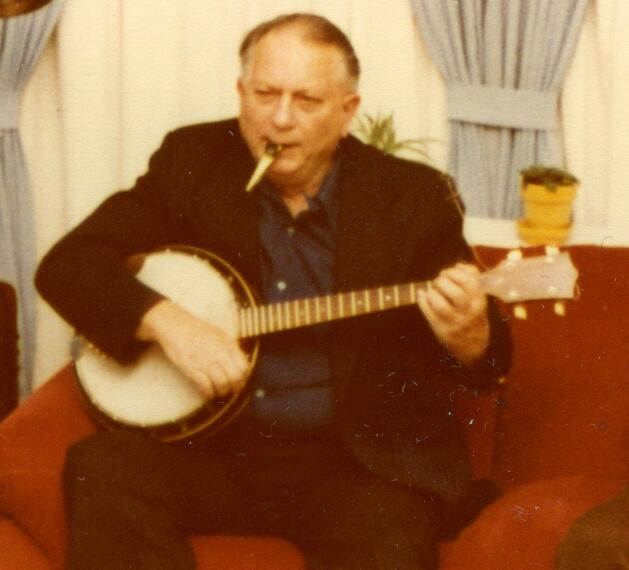
Джек Венс грає на джазовому банджо та казу у 1979 в Сан-Франциско

У студентські роки Джек Венс і надалі охоче брав участь у виступах джазових ансамблів, граючи на духових інструментах, причому його першими творами, що з'явилися у пресі, стали рецензії на джазові концерти, котрі регулярно публікувалися в рубриці газети «Дейлі Каліфорнієн». У багатьох творах Венса грає важливу роль музика найрізноманітніших жанрів — від класичної опери (у повісті «Космічна опера») до сільських ансамблів, які виконують танцювальні номери (Керт Герсу прикидається флейтистом у книзі «Щоденник мрійника» із серії «Принци темряви»); у світі класичної фантастичної новели «Місячна міль» місцеві жителі спілкуються одне з одним, користуючись витонченим лексиконом канонічних співанок під акомпанемент переносних клавішних ударних інструментів. Венс добре грав на джазовому банджо і казу (див. світлину збоку).
У 1946 р Венс зустрів Норму Інгольд й одружився з нею. У 1950-х роках вони багато подорожували Європою, а в 1960-х провели кілька місяців у пляжному бунгало на Таїті, але головним чином жили в Окленді, штат Каліфорнія. Венс почав постійно заробляти письменницькою працею наприкінці 1940-х рр., період початку так званого «відродження Сан-Франциско», який відзначився численними експериментами як у прозовій літературі, так і в інших напрямках самовираження (як-от: поезія та архітектура). Посилання самого Венса на богемне життя в районі затоки Сан-Франциско (безпосередньо у ранніх детективних повістях, і замасковані в науково-фантастичних новелах) дозволяють припустити, що він був добре знайомий з цим рухом, хоч і не належав до числа так званих «бітників». «Пляж вітрильників» у богемному кварталі Авент на планеті Альфанор, безсумнівно, створений під враженням Північного пляжу Сан-Франциско, а прототипом «божевільного поета» Наварта вважається Кеннет Рексрот. Серед найближчих друзів Венса були Френк Герберт, Пол Андерсон та інші письменники-фантасти, які оселилися на берегах затоки Сан-Франциско; деякий час Венс, Герберт і Андерсон були співвласниками невеликої «дачної яхти», пришвартованої в гирлі річки Сакраменто.
Крім того, Венса прийняли в «Американську гільдію фехтувальників-чарівників»;— згуртовану групу авторів казкових героїчних пригодницьких романів, засновану в 1960-х роках (див., наприклад, антологію творів цих письменників у збірнику «Блискучі мечі» (англ. Flashing Swords) під редакцієюЛіна Картера).
Попри те, що до старості Венс осліп, він продовжував писати за допомогою спеціалізованої комп'ютерної програми. Його останній твір — «Лурулу», химерна повість про поневіряння. Венс жив у старому будинку на крутому схилі, високо в каліфорнійських пагорбах Окленда. Цей будинок він купив ще в 1950-х роках, після одруження, і відтоді прикрашав декоративними деталями, як-от: привезена з Непалу різьблена дерев'яна стеля, котра вельми нагадувала сільську таверну їдальні. Венс жив неподалік від фантаста Роберта Сілверберґа і Чарльза Брауна, покійного легендарного видавця та редактора журналу «Локус».

### Самітництво письменника і чутки
Подібними якостями, якими володіли твори Джека Венса, володіли і твори іншого відомого фантаста Генрі Каттнера, в 50-х роках двадцятого століття ширилися навіть чутки про те, що Джек Венс — це черговий псевдонім Каттнера. Чутки були досить стійкими, у зв'язку з чим англійський дослідник фантастики І. Ф. Кларк через 20 років після появи чуток вказав у 1961 році в популярній анотованої бібліографії «Розповідь про майбутнє» ім'я Джек Венс як псевдонім Генрі Каттнера. Причиною поширення таких чуток було самітницьке життя Венса, що породило в 70-і роки своєрідний культ серед шанувальників його творчості. Венс рідко давав інтерв'ю і був присутній на конференціях. У вступі до одного з оповідань Венса свого часу Айзек Азімов написав, що ніколи не бачив Венса.

## Творча діяльність
Відколи Венс написав своє перше оповідання, «Мислитель світів», оприлюднене в «літньому» номері журналу «Приголомшливі дивовижні історії» у 1945 році, з-під його пера вийшло більше шістдесяти книг, у тому числі понад 35 романів, 100 оповідань фантастичного спрямування, а також більше 10 детективів.

### Детектив
Венс доклав багато зусиль, намагаючись створити репутацію автора детективних творів. За двадцять років, з 1940-х до 1960-х рр., він написав чотирнадцять детективних новел, які час від часу публікувалися з середини 1950-х до 1980-х рр. Три повісті були написані й видані у рамках серії творів різних авторів, які колективно виступали під псевдонімом Еллері Квін. Матеріал для інших трьох новел Венс запосяг зі свого багаторічного досвіду подорожей (у повісті «Сумнівні знайомства» знайшло відбиття його перебування в італійському містечку Позітано, сюжет «Людини в клітці» оснований на враженнях від поїздки до Марокко, а «Темний океан» пов'язаний із життям письменника на Гавайських островах). Дія багатьох інших оповідань та повістей Венса розгортається у його рідному місті, Сан-Франциско, та його околицях. Персонажі новел із серії «Джо Бейн» («Вбивства у Лисячій долині», «Вбивства в Тінистому гаю» і незакінчена новела, нариси якої оприлюднені в повному зібранні творів Венса) населяють вигаданий округ у Північній Каліфорнії. Визнані твори Венса, головний герой яких — сільський поліцейський, за своїм характером схожі на традиційний детективний жанр. Навпаки ж, «Пташиний острів» — зовсім не детективний роман, а сатирична ідилія в стилі Гренвіла Вудхауза (також перенесена автором в околиці Сан-Франциско), тоді як «Маска у плоті» і «Сумнівні знайомства» носять яскраво виражений характер психологічної драми. «Будинок на вулиці Лілей» і «Негідник Рональд» присвячені езоповій манії величі (ця ж тема стає основою розвитку подій у п'яти книгах знаменитої фантастичної серії «Принци темряви»). 1961 року Венс отримує престижну в галузі детективних історій премію Едгара По, яку присуджує союз детективних письменників Америки, за роман «Людина у клітці».

### Фентезі
Найбільшу популярність, у порівнянні з його детективними напрацюваннями, мають твори Венса в казковому пригодницькому жанрі «фентезі». До них належить цикл оповідань і повістей під назвою «Чарівник Мазіріан», написаний Венсом ще в роки Другої світової війни, коли він служив у торговельному флоті (цей цикл перевидавався у збірнику «Умираюча Земля»). У схожій манері написані два цикли оповідань про шахрайські пригоди цілковитого невдахи, оприлюднені у збірнику «Хитромудрий Куґель» (перший вийшов з-під пера Венса приблизно в 1960 р, а другий — на двадцять років пізніше), а також три коротких повісті про зарозумілого чарівника («Неповторний Ріальто»), написані у 1970–80-х рр. Незважаючи на їх блазнівський характер, події, описані в усіх цих історіях, відбуваються в далекому майбутньому, коли Сонце вже меркне і погрожує згаснути. Книги із серії «Левиця» («Сад Сульдрун», «Зелена перлина» і «Мадук») переважно мають не зовсім гумористичний характер. У них розповідається про події і чарівні пригоди, що розгортаються у ранньому Середньовіччі, зовнішньо нагадуютьАтлантиду на архіпелазі Найстаріших островів, що знаходяться в Армориканській затоці. Серія «Левиця», поряд із «Володарем перснів» Толкіна, багатьма розглядаються як найкращі казково-героїчні твори XX-го століття.

### Наукова фантастика

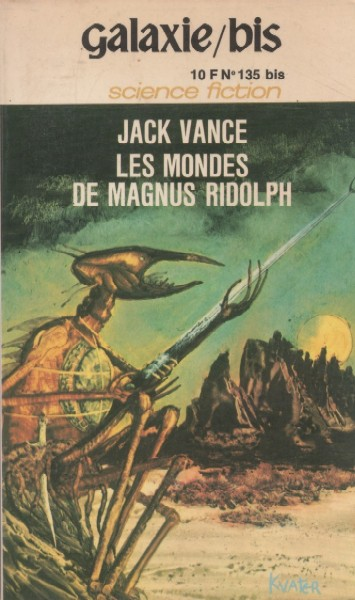
Французьке видання «Пригоди Маґнуса Рідольфо»

До жанру «наукової фантастики», як правило, відносять численні й різноманітні оповідання та повісті Венса, що видавалися з 1940-х років (спершу в кишеньковому форматі), у тому числі його багатотомні серії, в яких розповідається про населені людьми світи «космічної ери». Лише деякі з фантастичних творів Венса не присвячені подіям найближчого, далекого або надзвичайно віддаленого майбутнього, що настало вже після того, як людина підкорила міжзоряні простори і колонізувала планети інших сонячних систем, що призвело до виникнення космографічної та соціально-культурної ситуації, яку Венс, починаючи з 1960-х років, починає називати «Ойкуменою». На ранній стадії цієї галактичної діаспори формуються й розширюються спільноти, котрі мало залежать одне від одного і такі, що не вступають у серйозні конфлікти світів, для яких характерні першопрохідницька й пригодницька атмосфера, торговельне підприємництво й екзотичні особливості. У більш розвинений період на давно освоєних планетах починає переважати заможний середній клас. На останньому етапі відцентрові прагнення призводять до того, що вихідний світ людини, Земля, стає міфічним спогадом або навіть забувається.

#### Особливості творчості
Вважається, що твори Венса належать до трьох основних напрямків: наукової фантастики, казкових пригодницьких романів («фентезі») і детективних новел. Люди, які близько знайомі з Венсом, кажуть, що сам він зневажає ці «ярлики»; справді, багато його творів не піддаються традиційній класифікації. Хоча творчі роботи відрізняються деякою своєрідністю — точністю, барвистістю, частому поєднанню кількох жанрів в одному творі (найчастіше наукової фантастики і фентезі).
У своїх розповідях Венс рідко займається питаннями великомасштабної війни. Часом на далеких околицях Ойкумени, або в зануреному в прірву беззаконня, «Позамежжю», тієї чи іншої планеті загрожують знищення або витончена експлуатація з боку цивілізації неземного походження. Конфлікти часто мають непрямий, опосередкований характер. Люди ненавмисно виявляються замішаними у тривалих, часто активних зіткненнях цивілізацій і культур — такі обставини, що визначають хід подій в новелі «Емфіріо», у чотирьох книгах серії «Тшай», в трьох книгах серії «Дердейн» і в ряді сатиричних детективно-фантастичних оповідань, головним героєм яких стає Маґнус Рідольфо, проникливий гидливий дідуган з аристократичними замашками, котрі не завжди відповідають його фінансовим можливостям.
Попри це, у більшості фантастичних творів Венса, інопланетяни нелюдського походження і навіть здичавілі гуманоїди схожі на дикунів-мутантів, яких так полюбили письменники, як-от: Е. Дж. Бургес, що замінювали космічною екзотикою, екзотику колоніальної епохи, не відіграють майже ніякої ролі. Основну увагу Венс приділяє культурним, соціальним і політичним конфліктам. Найяскравіше ці інтереси письменника проявляються у трьох книгах серії «Кадвол», однак вони не менш докладно висвітлюються в трьох книгах серії «Аластор», у повісті «Маск: Тейр» і, так чи інакше, в більшості інших «науково-фантастичних» романах та повістях Венса. Останній твір Венса (серія з двох книг, «Порти призначення» і «Лурулу») — безтурботно-сатиричний опис мандрівки далекими світами старіючої Ойкумени.
Привабливості новелам Венса надають його вишукана, сухувата, іронічна мова і вміння надавати яскравість і переконливість плодам найнеприборканішої уяви. Часто йому вистачає кількох вдало обраних слів, щоб описати суперечливе здоровому глузду складне й витворне але, тим не менш, глибоко людське суспільство. Як приклад невичерпної винахідливості Венса можна навести вигадані спортивні ігри, що зустрічаються в декількох його творах — зокрема, «хусейд», в який грають на стадіонах зоряного скупчення Аластор, і «хадаол», мистецтво рукопашного бою, що описується в повісті «Обличчя» з серії «Принци темряви».
Інша характерна риса стилю Венса — використання епіграфів і пояснювальних виносок, що містять не тільки істотну інформацію про питання, що стало причиною для посилання, але й абстрактні відступи, котрі досить часто мають мало спільного з основним сюжетом. У книгах серії «Принци темряви» одна така колекція епіграфів присвячена неприємним пригодам такого собі Мармадюка і цитується з фоліанта «Учень — втілення божества», а інша являє собою вислови барона Бодісея Невимовного, автора монументальної праці «Життя», пристрасно зневаженого літературними критиками всіх планет.
Свої виноски Венс присвячує, як правило, тим чи іншим дивним звичаям або віруванням, а в деяких випадках і роз'яснення майже не перекладного терміну, що коротко передає сенс концепції, властивої описаному суспільству, але, ймовірно, цілком далекої читачеві. Саме вміння Венса «пояснювати», нітрохи не розвіюючи атмосферу таємничості або незвичайності дійства (здатність до «красномовної недомовки», що грає величезну ролю в будь-якому казковому або фантастичному оповіданні, яку так високо цінував Джон Кітс), надає його новелам особливу чарівність. Той факт, наприклад, що читач не знає, як виглядає «деоданд», і ніколи не чув про «капюшон у шкірній складці Міскуса», жодною мірою не перешкоджає його здатності захоплено стежити за розвитком сюжету.
Один із найхарактерніших літературних прийомів Венса — опис селища, міста або цілого світу, населення якого з усією серйозністю, щиро сповідує абсурдну і (або) відразливу систему цінностей. Венс використовує такі описи не тільки заради прикрашення тексту барвистими деталями, але й тому, що цей прийом дає йому можливість піддавати сатиричній критиці догматизм загалом, та релігійний догматизм, зокрема. Підхід Венса до моральних проблем багато в чому нагадує манеру філософів епохи Просвітництва; наприклад, в трилогії «Левиця» він від щирого серця знущається з християнства. Автор спонукає читача задати собі питання: «Якщо впродовж тисячоліть люди дотримувалися різних, часто несумісних вірувань, хто має право нав'язувати свої погляди і цінності іншим?» Проте, парадоксальним чином, типовим для Венса є те, що майже всі його основні персонажі займаються саме цим — вони постійно нав'язують людям довкола свої переконання і не бачать нічого поганого в тому, щоб обґрунтувати свою моральну перевагу влучним ударом шпаги чи пострілом з променевого пістолета. Герої Венса не зацікавлені, однак, в пропагуванні нераціональних релігійних вірувань; вони обстають фундаментальні принципи порядності й етичні норми поведінки.
Філософський скептицизм Венса пов'язаний з його індивідуалізмом; самостійність, незалежність, підприємливість — етичні та естетичні імперативи як для самого письменника, так і для його персонажів. Американський пацифіст-індивідуаліст Девід Торо вважав, що людство загалом тільки виграє від різноманітності людських типів і способів мислення; виникає враження, що Венс поділяє цю точку зору, з тією різницею, що, на його думку, населений людьми простір (планета, частина галактики) має бути достатньо великим, щоб забезпечувати існування всіх можливих типів і різновидів людини (див., наприклад, ранню повість «Велика планета», наполовину знищену редакторами, і новели із серії «Аластор»). Подібність Венса з французькими філософами XVIII століття проявляється також у тому його переконанні, що кожна людина має право домагатися максимального самовираження і прагнути до досягнення особистих цілей, роблячи для цього все можливе — але тільки не на шкоду іншим.
Негативні персонажі Венса нерідко відрізняються чудовою винахідливістю в поєднанні із садистською мстивістю — вони гублять людей і привласнюють майно, будучи пристрасно одержимими егоїстичними надіями чи грандіозними проєктами. При цьому антагоністи Венса настільки яскраві, енергійні і заповзятливі, що крах їхніх сподівань і проєктів викликає у читача не лише радість з приводу торжества справедливості, але й болісне відчуття трагічного жалю, що довго не спливає. Наприклад, позитивний герой П'ятикнижжя «Принци темряви» Керт Герсен, сам по собі темна й суперечлива особистість, з великими труднощами перемагає неймовірно талановитого й безжального злочинця, Ленса Ларка, але, розправившись урешті з Ларком, підпорядковується несподіваному внутрішньому потягу, по суті схожому з мотивами його ворога, і завершує останній грандіозний проєкт Ларка, жарт космічних масштабів, аби провчити закомплексовану еліту його планети, яка його відкинула.
Венс охоче описує представників аристократичних кіл, детально зупиняючись на прерогативах влади і багатства; хворобливі крайності надмірно індивідуалістичних, декадентських аристократичних товариств викликають у нього явну цікавість (наприклад, звичаї аристократів грають важливу роль в детективному сюжеті «Трулліона», другої новели із серії «Аластор»;(див. також опис звичаїв народу ска в трилогії «Левиця»). Основна тема багатьох оповідань Венса (класичним зразком яких може бути повість «Остання фортеця») — вироджене суспільство, настільки занурене в уявний світ естетичного індивідуалізму, що тепер воно не може впоратися з проблемами дійсності, для подолання яких можуть бути потрібні співпраця й самопожертва. Це внутрішнє напруження, викликане протиріччям між індивідуалізмом і потребою співпраці, котре притаманне більшості творів Венса, хоча його герої, як правило, знаходять можливість залишатися моральними людьми, не поступаючись своїми естетичними вподобаннями.
Венс ніколи не допускає, що аристократизм є безперечною гідністю. Він безжально висміює зарозумілих представників знаті, котрі уявляють, що високе походження позбавляє їх від потреби бути великодушними, чи хоча б цікавими людьми. Узагалі, в очах Венса, необґрунтована претензія — одна з найгірших вад. Але він завжди чітко розмежовує порожні домагання і фактичну височину розуму й характеру. Особливої «шекспірівської» чарівності творів Венса надає елегантна манера висловлюватися, котра властива як обірванцям, так і принцам, де б вони не знаходилися — на сільському базарі чи в палаці.
Венс написав дві повісті, які можна назвати «політичними» за характером. Перша, «Мозок Землі», — жорстока і похмура сатира в манері Орвелла, яка критикує будь-які спроби нав'язати суспільству чи окремим людям, якусь обов'язкову ідеологію. У другій повісті, «Маєтки Корифона» (більш знана як «Сірий принц»), зображується нескінченна низка взаємних територіальних претензій, що тягнеться ще з далекого минулого і яка пред'являється всіма сторонами в процесі формування етнічних визвольних рухів і консервативного опору цим рухам. Цю книгу Венса звинувачували в «політичній некоректності» у зв'язку з тим, що її негативний персонаж, що не гребує будь-якими засобами, сірошкірий лідер союзу корінних племен на планеті, де білі поміщики контролюють левову частку родючих земель, чимось нагадує керівника негритянської терористичної організації «Чорні пантери», Г'юї Ньютона, свого часу колишнього сусіда Венса в Окленді. Але цей негативний персонаж суперечливий і неоднозначний: в підсумку і поміщики, і революціонери завдають собі ганьби, а «борцеві за звільнення» з кров'ю на руках вдається врятуватися, зберігши надію на те, що йому ще випаде можливість скаламутити воду. У другому томі трилогії про планету Дердейн теж описуються, хоча і не настільки детально, багато політичних проблем. Зображаючи громадський переворот на Дердейні, Венс показує, що він добре розуміє протиріччя Французької революції і небезпеки, що супроводжують фанатичну прихильність ідеям (його герою ледь вдається запобігти остаточному виходу ситуації з-під контролю).
Незважаючи на його неприхильність до релігії та схильність до індивідуалізму, Венс не виправдовує моральний релятивізм. У тому, що стосується звичаїв і суспільного устрою, його погляди навіть дещо консервативні. Наприклад, він зневажає поведінку гомосексуалів: персонажі-гомосексуали, що досить рідко зустрічаються в творах Венса, не викликають жадного співчуття (як-от: король Казмир, Фод Карфіліот і чарівник Тамурелло з трилогії «Левиця»). В оповіданні «Мурті» зі збірки «Умираюча Земля» Венс з особливою наполегливістю демонструє відмінності між характерами чоловіків і жінок, попереджаючи про небезпеку будь-якого відхилення від природних ролей і функцій протилежних статей. Онтологічний «сексуальний консерватизм» Венса проявляється також у стосунках чоловіків і жінок у його творах.
Проте, Венс створив чимало яскравих героїчних персонажів жіночої статі. Досить лише згадати Глінет, що відіграє центральну ролю в трилогії «Левиця» — після того, як вона виходить заміж, Глінет більше не бере участь у подіях останньої, третьої книги, але її заміняє інша самостійна й заповзятлива героїня, принцеса Мадук. Інших венсівських персонажів жіночої статі, котрі нічим не поступаються еквівалентним героям-чоловікам, можна знайти, зокрема, в книгах «Чудовиська на орбіті», «Ексі і Прадавня Земля», «Кімната смерті», «Темний океан» і «Нічний вогонь»; в короткому оповіданні «Напад на місто» персонаж чоловічої статі — один із найзапекліших негідників, що виникали в уяві письменника.

## Нагороди
- 1961 — «Премія Едгара Аллана По» за найкращий перший твір у жанрі детективу (повість «Людина у клітці»)
- 1963 — Премія Г'юго за найкращу повість («Володарі драконів»)
- 1963 — Премія Г'юго за найкращу повість («Володарі драконів»)
- 1966 — Премія «Неб'юла» за повість «Остання фортеця».
- 1967 — Премія «Г'юго» за повість «Остання фортеця».
- 1975 — нагорода «Юпітер»
- 1976 — почесний гість на конференції любителів наукової фантастики у Швеції
- 1984 — «Всесвітня премія фентезі» «за видатний літературний доробок»
- 1990 — «Всесвітня премія фентезі» за книгу «Мадук» із серії «Левиця»
- 1990 — звання «гросмейстера» Всесвітньої асоціації письменників-фантастів
- 1992 — почесний гість Всесвітньої конвенції письменників-фантастів в місті Орландо, штат Флорида.

### Серія«Вмираюча Земля»(англ.The Dying Earth)
- «Вмираюча Земля» (англ. The Dying Earth) (збірка малопов'язаних між собою оповідань, 1950)
- «Очі Верхнього світу» (англ. The Eyes of the Overworld)]] (збірка взаємопов'язаних оповідань, 1966) (первинне найменування: «Хитромудрий Куґель» (англ. Cugel the Clever)
- «Сага про Кугеля» (англ. Cugel's Saga) (новела, 1983) (первинне найменування: «Куґель і розривальне небо бризк світла» (англ. Cugel: The Skybreak Spatterlight))
- «Ріальто Неповторний» (англ. Rhialto the Marvellous) (збірка взаємопов'язаних оповідань, 1984)

### Ойкумена
Подані нижче твори — індивідуальні романи та повісті, дія яких розгортається у великих межах однієї й тієї ж населеної людьми частини Галактики (Ойкумени).
- «Маск: Тейр» (Maske: Thaery)
- «Сірий принц» (The Gray Prince) (початкова назва: «Маєтки Коріфона» (The Domains of Koryphon))
- «Галактичний виконавець» (Galactic Effectuator) (збірка оповідань про Майр Гецель)
- «Нічний вогонь» (Night Lamp)

Дія книг із перерахованих унизу серій «Принци темряви», «Велика планета», «Лурулу», «Хроніки Кадвола», «Аластор» і «Дердейн», мабуть, теж розгортається в Ойкумені і її довколишніх частинах Галактики, як-от сузір'я Аластор.

#### «Принци темряви»(Demon Princes)
- «Зоряний король»(Star King)
- «Машина смерті» (The Killing Machine)
- «Палац кохання» (The Palace of Love)
- «Обличчя» (The Face)
- "Книга снів» (The Book of Dreams)

#### Велика планета
Дві книги із серії «Велика планета» також пов'язані з Ойкуменою, про що свідчать посилання на Ойкумену в повісті «Плавучі театри». Тому й власне «Велику планету» — ранній твір, безнадійно скорочений редакторами (рукопис загублено) — слід відносити до тієї ж категорії книг про Ойкумену.
- «Велика планета» (Big Planet)
- «Плавучі театри Великої планети» (Showboat World) (початкова назва: «Чудові плавучі театри в нижній частині течії річки Віссель округу XXIII провінції Люн на Великий планеті» (The Magnificent Showboats of the Lower Vissel River, Lune XXIII, Big Planet)

#### Лурулу
- «Порти призначення» (Ports of Call)
- «Лурулу» (Lurulu)

#### Хроніки Кадвола
- «Станція Арамінта» (Araminta Station)
- «Ексі і Прадавня Земля» (Ecce and Old Earth)
- «Трой» (Throy)

#### Аластор
Дія всіх трьох романів серії відбувається в одному й тому ж зоряному сузір'ї. На цьому їх взаємозв'язок закінчується.
- «Трулліон: Аластор 2262» (Trullion: Alastor 2262)
- «Марун: Аластор 933» (Marune: Alastor 933)
- «Віст: Аластор 1716» (Wyst: Alastor 1716)

#### Дурдейн
- Аном \ The Anome
- Відважні вільні люди \ The Brave Free Men
- Асутра \ The Asutra

### Пригоди Маґнуса Рідольфо
Серія сатиричних детективно-фантастичних оповідань, частина з яких виходила у виданні «Численні світи Маґнуса Рідольфо».

### Самостійні романи
- 1953 — П'ять золотих браслетів \ The Five Gold Bands
- 1956 — «Жити вічно» / «Еліксир життя» (To Live Forever) (початкова назва: «Кларджес» (Clarges))
- 1958 — «Раби Клау» (Slaves of the Klau) (початкова назва: «Золото і сталь» (Gold and Iron))
- 1958 — «Мови Пао» (The Languages of Pao)
- 1966 — Синій світ
- «Вандали космосу» (Vandals of the Void) (дитяча повість)
- «Володарі драконів» (The Dragon Masters)
- «Ізсмійскі житла» (The Houses of Iszm)
- «Син Дерева» (Son of the Tree)
- «Чудовиська на орбіті» (Monsters in Orbit) (дві взаємопов'язані новели)
- «Космічна опера» (Space Opera)
- «Мозок Землі» (The Brains of the Earth)
- «Остання фортеця» (The Last Castle)
- «Емфіріо» (Emphyrio)
- «Планета ризику»

### Оповідання
- «Люди десяти книг»

## Книги про Венса
- «Джек Венс» (Jack Vance), ред. Тім Андервуд та Чак Міллер (у серії «Writers of the 21st Century») (Нью-Йорк, 1980)
- «Принци темряви: дисонуючі світи Джека Венса» (Demon Prince: The Dissonant Worlds of Jack Vance), Jack Rawlins (вид. Milford, в серії Popular Writers of Today, тому 40) (San Bernardino, Каліфорнія, 1986)
- «Лексикон Джека Венса: від Ахульфа до Зиготи» (The Jack Vance Lexicon: From Ahulph to Zygote), ред. Ден Тем'янка (вид. Novato, Каліфорнія, і Lancaster, Пенсильванія, 1992)
- «Твори Джека Венса: бібліографія та довідник з коментарями» (The Work of Jack Vance: An Annotated Bibliography & Guide), Джеррі Гевет і Деріл Ф. Малет (вид. Borgo Press, серія Bibliographies of Modern Authors, вип. 29) (San Bernardino & Penn Valley, Каліфорнія, і Lancaster, Пенсильванія, 1994)
- «Джек Венс: критичні вислови й бібліографія» (Jack Vance: Critical Appreciations and a Bibliography), ред. А. Е. Каннінґем (вид. Boston Spa & London, 2000)
- «Космос Венса: короткий довідник планет скупчення Аластор, Ойкумени та інших екзотичних частин фантастичної Галактики Джека Венса» (Vance Space: A Rough Guide to the Planets of Alastor Cluster, the Gaean Reach, the Oikumene, & other exotic sectors from the Science Fiction of Jack Vance), Майкл-Андре Дріузі (вид. Sirius Fiction, Сан-Франциско, 1997)